# La Compagnie
La Compagnie – francuska linia lotnicza z siedzibą w Le Bourget z bazą na lotnisku Paryż-Orly. Oferuje ekskluzywne połączenia pomiędzy Europą a portem lotniczym Newark-Liberty.
Agencja ratingowa Skytrax przyznała linii cztery gwiazdki. Wszystkie samoloty posiadają jedynie klasę biznes z siedzeniami w układzie 2-2.

## Flota
Według stanu na grudzień 2024 flota La Compagnie składała się z 2 samolotów o średnim wieku 5,4 lat:
| Samolot        | Samolot | Samolot   | Liczba miejsc | Uwagi |
| Model          | Aktywne | Zamówione | Liczba miejsc | Uwagi |
| -------------- | ------- | --------- | ------------- | ----- |
| Airbus A321neo | 2       | -         | 76            |       |
| Łącznie        | 2       | 0         |               |       |

### Historyczna flota
- Boeing 757-200

## Kierunki lotów
| Państwo           | Miasto   | Lotnisko                              | Uwagi    |
| ----------------- | -------- | ------------------------------------- | -------- |
| Francja           | Paryż    | Port lotniczy Paryż-Orly              |          |
| Francja           | Nicea    | Port lotniczy Nicea-Lazurowe Wybrzeże | Sezonowo |
| Włochy            | Mediolan | Port lotniczy Mediolan-Malpensa       |          |
| Stany Zjednoczone | Newark   | Port lotniczy Newark-Liberty          | Hub      |